# Primera Categoría de Aficionados de la Comunidad de Madrid
La Primera Categoría de Aficionados de la Comunidad de Madrid, —conocida como Primera Regional de Madrid— constituye el séptimo nivel de competición de la liga española de fútbol en la Comunidad de Madrid. Su organización corre a cargo de la Federación de Fútbol de la Comunidad de Madrid.

## Sistema de competición
La liga consiste en cuatro grupos de 18 equipos. Al término de la liga, los dos primeros equipos de cada grupo ascienden directamente a la Categoría Preferente de Aficionados de la Comunidad de Madrid.
Los cuatro últimos clasificados de cada grupo bajan directamente a la Segunda Categoría de Aficionados de la Comunidad de Madrid.

## Primera Regional de Madrid  (1987-Actualidad)

### Ediciones[1][2]
| Edición | Temporada | Campeón Grupo 1                       | Campeón Grupo 2                      | Campeón Grupo 3                    | Campeón Grupo 4             |
| ------- | --------- | ------------------------------------- | ------------------------------------ | ---------------------------------- | --------------------------- |
| I       | 1987-88   | A. P. Tri-Val                         | C. D. Almendrales                    | C. D. Barajas                      | C. D. Osiris                |
| II      | 1988-89   | C. P. Amorós                          | C. D. San Fermín                     | A. V. San Blas                     | C. D. Las Rozas             |
| III     | 1989-90   | C. U. Collado Villalba                | C. F. Prosperidad                    | C. D. Colonia Moscardó Promesas    | Atlético Surbatán           |
| IV      | 1990-91   | U. D. Cañaveral                       | A. A. Espinilla Coslada              | C. D. Tercio Terol                 | C. D. Humanes               |
| V       | 1991-92   | C. U. Collado Villalba                | C. D. Mejoreño                       | C. D. San Cristóbal de los Ángeles | C. D. Griñón                |
| VI      | 1992-93   | Dinamo de Estrecho C. F.              | C. D. Loeches                        | C. D. San Fermín                   | C. F. Naranjo Fuenlabrada   |
| VII     | 1993-94   | A. D. Recuerdo                        | A. D. Arganda                        | C. D. San Cristóbal de los Ángeles | C. P. Parla Escuela         |
| VIII    | 1994-95   | C. D. Galapagar                       | C. D. Avance                         | A. D. Pradera de San Isidro        | C. D. Los Yébenes-San Bruno |
| IX      | 1995-96   | C. D. Las Rozas "B"                   | C. D. Colmenar de Oreja              | A.D. Áncora Aranjuez               | Aravaca C. F.               |
| X       | 1996-97   | Atlético Cercedilla                   | Deportivo Alcalá                     | C. D. San Viator                   | A. D. Entrepeñas            |
| XI      | 1997-98   | Moralzarzal C. F.                     | Rosillo 75 Alcobendas C. F.          | C. D. Alzola                       | Dinamo de Florida C. F.     |
| XII     | 1998-99   | C. F. San Federico-Dehesa de la Villa | A. D. Villa Rosa                     | A. D. Arganda                      | C. D. Aviación              |
| XIII    | 1999-00   | Rayo Majadahonda "B"                  | Roma C. F.                           | S.R. Villaverde-Boetticher C.F.    | A. P. Tri-Val Alcorcón      |
| XIV     | 2000-01   | C. F. Pozuelo de Alarcón              | C. D. Carranza                       | A. D. Arganda                      | C. D. Fortuna "B"           |
| XV      | 2001-02   | Atlético Leones de Castilla           | C. D. Cobeña                         | C. D. Moratalaz                    | E. F. Madrid Oeste Boadilla |
| XVI     | 2002-03   | S.A.D. Pegaso-Tres Cantos "B"         | A. D. Computense Nadador             | A. D. Orcasitas "B"                | A. D. Parque Europa         |
| XVII    | 2003-04   | Soto de la Moraleja C. F.             | Roma C. F.                           | C. D. Vicálvaro                    | C. D. Goya                  |
| XVIII   | 2004-05   | C. D. Galapagar                       | Betancunia P. Villaescusa C. F.      | C. D. San Cristóbal de los Ángeles | U. D. Arroyomolinos         |
| XIX     | 2005-06   | E. F. Madrid Oeste Boadilla           | C. D. Mejoreño                       | Vallecas C. F.                     | C. D. Humanes               |
| XX      | 2006-07   | C. F. La Paz                          | C. D. Cobeña "B"                     | C. P. Parla Escuela                | C. D. Griñón                |
| XXI     | 2007-08   | C. D. Brunete-Urbasevi                | C. F. Gandarío-Sanse                 | Atlético Valdemoro                 | C. D. Montijo-San Antolín   |
| XXII    | 2008-09   | Torrelodones C. F.                    | C. D. Mejoreño                       | Real Aranjuez C. F.                | E. F. Madrid Oeste Boadilla |
| XXIII   | 2009-10   | C. D. Dehesa Luis II                  | S. A. D. Fundación C. D. Recuerdo    | C. D. Villaconejos                 | C. D. La Avanzada           |
| XXIV    | 2010-11   | E. F. Madrid Oeste Boadilla           | E. F. Periso                         | S.R. Villaverde-Boetticher C.F.    | C. D. El Álamo              |
| XXV     | 2011-12   | A. D. Unión Adarve "B"                | Atlético Velilla                     | A. D. P. I. Rivas                  | E. F. Carabanchel           |
| XXVI    | 2012-13   | F. C. Villanueva del Pardillo         | C. D. San Roque E. F. F.             | A. D. Arganda                      | C. D. Montijo-San Antolín   |
| XXVII   | 2013-14   | C. D. Galapagar                       | Alameda de Osuna E. F.               | C. Doba Salud y Ahorro             | C. P. Parla Escuela         |
| XXVIII  | 2014-15   | D. A. V. Santa Ana                    | A. D. Sporting Hortaleza             | C. D. Latina                       | Olímpico Lisboa de Alcorcón |
| XXIX    | 2015-16   | Rayo Ciudad de Alcobendas C. F.       | C. D. Avance                         | E. F. Arganda                      | C. D. La Avanzada           |
| XXX     | 2016-17   | C. D. Galapagar                       | E. F. Concepción                     | C. D. Sitio de Aranjuez            | Móstoles Balompié           |
| XXXI    | 2017-18   | E. F. Barrio del Pilar                | C F. San Agustín de Guadalix "B"     | Atlético C. Socios                 | Móstoles C. F.              |
| XXXII   | 2018-19   | Atlético Villalba                     | C. D. Dosa                           | C. D. Fortuna "B"                  | C. D. E. Ursaria            |
| XXXIII  | 2019-20   | C. U. Collado Villalba                | U. D. San Sebastián de los Reyes "B" | E. D. Moratalaz "B"                | C. F. Fuenlabrada "B"       |
| XXXIV   | 2020-21   | C. U. Zona Norte                      | A. D. Sporting Hortaleza "B"         | C. F. Inter de Valdemoro           | C. P. Parla Escuela         |
| XXXV    | 2021-22   | Rayo Ciudad Alcobendas C. F.          | Las Rozas C. F. "B"                  | S. A. D. Cenafe                    | C. D. Fortuna               |
| XXXVI   | 2022-23   | A. D. Cala Pozuelo                    | Alameda de Osuna E. F.               | C. D. Sitio de Aranjuez            | Robledo C. F.               |
| XXXVII  | 2023-24   | C. D. Electrocor Las Rozas C. F.      | Rayo Ciudad Alcobendas C. F.         | C. D. Ciempozuelos                 | C. D. A. Navalcarnero “B"   |
| XXXVIII | 2024-25   | C. D. Villanueva de la Cañada         | C. E. F. Concepción                  | A. D. Arganda                      | E. M. F. Aluche             |

## Equipos 2024-2025

### Grupo 1
| Equipo                         | Localidad                  | Campo                             |
| ------------------------------ | -------------------------- | --------------------------------- |
| Alcobendas C.F.                | Alcobendas                 | Polideportivo José Caballero      |
| Atlético Chopera Alcobendas 04 | Alcobendas                 | Ciudad Deportiva Valdelasfuentes  |
| Atlético Leones de Castilla    | Guadarrama                 | Municipal Guadarrama              |
| E.F. Barrio del Pilar          | Madrid                     | Polideportivo                     |
| C.D. Carranza                  | San Sebastián de los Reyes | Dehesa Boyal                      |
| Cerceda C.F.                   | Cerceda                    | Municipal Cerceda                 |
| S.A.D. Fomento Alumni          | Madrid                     | Colegio El Prado                  |
| C.D. Galapagar "B"             | Galapagar                  | El Chopo                          |
| C.F. Hoyo de Manzanares        | Hoyo de Manzanares         | Municipal Hoyo de Manzanares      |
| C.D.E. F.P.A. Las Rozas        | Las Rozas de Madrid        | Dehesa de Navalcarbón             |
| A.C.D. Lucero Linces "B"       | Madrid                     | Castroserna                       |
| C.D. Nuevo Boadilla            | Boadilla del Monte         | Polideportivo Boadilla            |
| C.D. Puerta de Madrid          | Majadahonda                | Ciudad Deportiva Wanda            |
| D.A.V. Santa Ana               | Madrid                     | Polideportivo de Santa Ana        |
| A.D. Sporting Hortaleza "B"    | Madrid                     | Polideportivo Hortaleza           |
| C.D.F. Tres Cantos "B"         | Tres Cantos                | Foresta                           |
| C.D. Unión de Aravaca          | Madrid                     | Nuestra Señora del Buen Camino    |
| C.D. Villanueva de la Cañada   | Villanueva de la Cañada    | Municipal Villanueva de la Cañada |

### Grupo 2
| Equipo                         | Localidad         | Campo                               |
| ------------------------------ | ----------------- | ----------------------------------- |
| Alameda de Osuna E.F.          | Madrid            | Municipal Alameda de Osuna          |
| E.D. Almudena                  | Madrid            | La Almudena                         |
| C.F. Amisport                  | Madrid            | IDB San Pascual                     |
| Atlético Artilleros            | Madrid            | Polideportivo Valdebernardo         |
| C.D. Avance                    | Alcalá de Henares | Felipe de Lucas 'Pipe'              |
| C.D. Canillas "B"              | Madrid            | CDM Luis Aragonés                   |
| E.M.F. C.D. Cobeña             | Cobeña            | Polideportivo La Dehesa             |
| C.E.F. Concepción              | Madrid            | CDM La Concepción                   |
| A.D. Complutense Alcalá        | Alcalá de Henares | Recinto Ferial                      |
| C.D. Dosa                      | Madrid            | Colegio Santo Domingo Savio         |
| S.A.D. Fundación C.D. Recuerdo | Madrid            | Colegio Nuestra Señora del Recuerdo |
| A.D. Henares Distrito IV       | Alcalá de Henares | Jorge Ángel González Vivas          |
| Neumáticos Cervantes F.C.      | Alcalá de Henares | Ciudad Deportiva El Juncal          |
| Periso C.F.                    | Madrid            | Vicalvarada                         |
| C.D.E. Remar C.F.              | Alcalá de Henares | Ciudad Deportiva El Juncal          |
| C.D. San Roque E.F.F.          | Madrid            | San Roque                           |
| A.D. Sporting Hortaleza        | Madrid            | Polideportivo Hortaleza             |
| C.D. Unión Valdebernardo       | Madrid            | Polideportivo Valdebernardo         |

### Grupo 3
| Equipo                     | Localidad             | Campo                               |
| -------------------------- | --------------------- | ----------------------------------- |
| E.M.F. Águila de Moratalaz | Madrid                | Polideportivo Moratalaz             |
| C.D. Alzola-Halcones       | Madrid                | Puerto Rico                         |
| A.D. Arganda C.F.          | Arganda del Rey       | Municipal de Arganda del Rey        |
| E.F. Arganda               | Arganda del Rey       | Ciudad del Fútbol                   |
| Atlético de Pinto          | Pinto                 | Amelia del Castillo                 |
| C.D. Ciudad de los Ángeles | Madrid                | Polideportivo Oroquieta Félix Rubio |
| C.D.E. Ciudad de Pinto     | Pinto                 | Rafael Mendoza                      |
| U.D.M. Elida Olimpia       | Madrid                | La Unión - Vallecas Villa           |
| C.D. Griñón "B"            | Griñón                | Municipal La Mina                   |
| E.D. Moratalaz "B"         | Madrid                | Dehesa de Moratalaz                 |
| Nuevo Pinto C.F.           | Pinto                 | Amelia del Castillo                 |
| A.D. Orcasitas             | Madrid                | Asociación de Vecinos de Orcasitas  |
| Rivas F.C.                 | Rivas-Vaciamadrid     | Polígono Santa Ana                  |
| E.F. San Martín de la Vega | San Martín de la Vega | Municipal San Martín de la Vega     |
| C.P. Santa María del Pilar | Madrid                | Santa María del Pilar               |
| E.D.F. Valdemoro           | Valdemoro             | Municipal Valdemoro                 |
| C.D. Villaconejos          | Villaconejos          | Municipal Villaconejos              |
| A.D. Villaverde Bajo       | Madrid                | Polideportivo Oroquieta Félix Rubio |

### Grupo 4
| Equipo                        | Localidad                   | Campo                                 |
| ----------------------------- | --------------------------- | ------------------------------------- |
| E.M.F. Aluche                 | Madrid                      | Polideportivo Aluche                  |
| E.F. Atlético Casarrubuelos   | Casarrubuelos               | Polideportivo Casarrubuelos           |
| Atlético Valdeiglesias        | San Martín de Valdeiglesias | Municipal San Martín de Valdeiglesias |
| C.D. Betis San Isidro         | Madrid                      | Antiguo Canódromo                     |
| A.D.C. Brunete                | Getafe                      | Polideportivo Rosalía de Castro       |
| E.F. Carabanchel              | Madrid                      | Escuela de Fútbol Carabanchel         |
| Cultural Deportiva Miraflor   | Fuenlabrada                 | El Arroyo                             |
| C.D. Griñón                   | Griñón                      | Municipal La Mina                     |
| C.D. Humanes                  | Humanes de Madrid           | Emilio Zazo                           |
| FEPE Getafe III               | Getafe                      | Arcas del Agua                        |
| C.D. La Avanzada              | Fuenlabrada                 | La Avanzada Jesús Huerta              |
| C.D. Leganés "C"              | Leganés                     | Anexo de Butarque Jesús Polo          |
| C.D. Lucero-Linces            | Madrid                      | Castroserna                           |
| C.F. Madrid Río               | Madrid                      | Cotorruelo II                         |
| E.M.F. Moraleja de Enmedio    | Moraleja de Enmedio         | La Dehesa                             |
| U.D. Móstoles Balompié        | Móstoles                    | Iker Casillas                         |
| A.D. Orcasitas "B"            | Madrid                      | Asociación de Vecinos de Orcasitas    |
| A.D. Villaviciosa de Odón "B" | Villaviciosa de Odón        | Polideportivo Villaviciosa de Odón    |

## Estructura de categorías en la Comunidad de Madrid para la temporada 2022-23
| 1ª | Primera División                   | 4 equipos   |
| 2ª | Segunda División                   | 1 equipo    |
| 3ª | Primera Federación                 | 6 equipos   |
| 4ª | Segunda Federación                 | 5 equipos   |
| 5ª | Tercera Federación                 | 16 equipos  |
| 6ª | Regional Preferente de Aficionados | 36 equipos  |
| 7ª | Primera Categoría de Aficionados   | 72 equipos  |
| 8ª | Segunda Categoría de Aficionados   | 152 equipos |
| 9ª | Tercera Categoría de Aficionados   | 240 equipos |